# Sergej Timofejevič Aksakov
Sergej Timofejevič Aksakov (rusko Серге́й Тимофе́евич Акса́ков), ruski pisatelj in prevajalec, * 1. oktober (20. september, ruski koledar) 1791, Ufa, Rusija, † 12. maj (30. april) 1859, Moskva.
Aksakov je začel delovati književno z gledališko kritiko; napadal je klasicistično epigonstvo in rutinerstvo, zagovarjal pa preprosto in naravno odrsko priredbo.
Družil se je z Gogoljem, Turgenjevom in drugimi.
Pokopan je na moskovskem pokopališču Novodeviči.

## Dela
- Zgodovina mojega poznanstva z Gogoljem
- Rodbinska kronika
- Detinstvo Bagrova-vnuka